# نیروی هوایی ترکیه

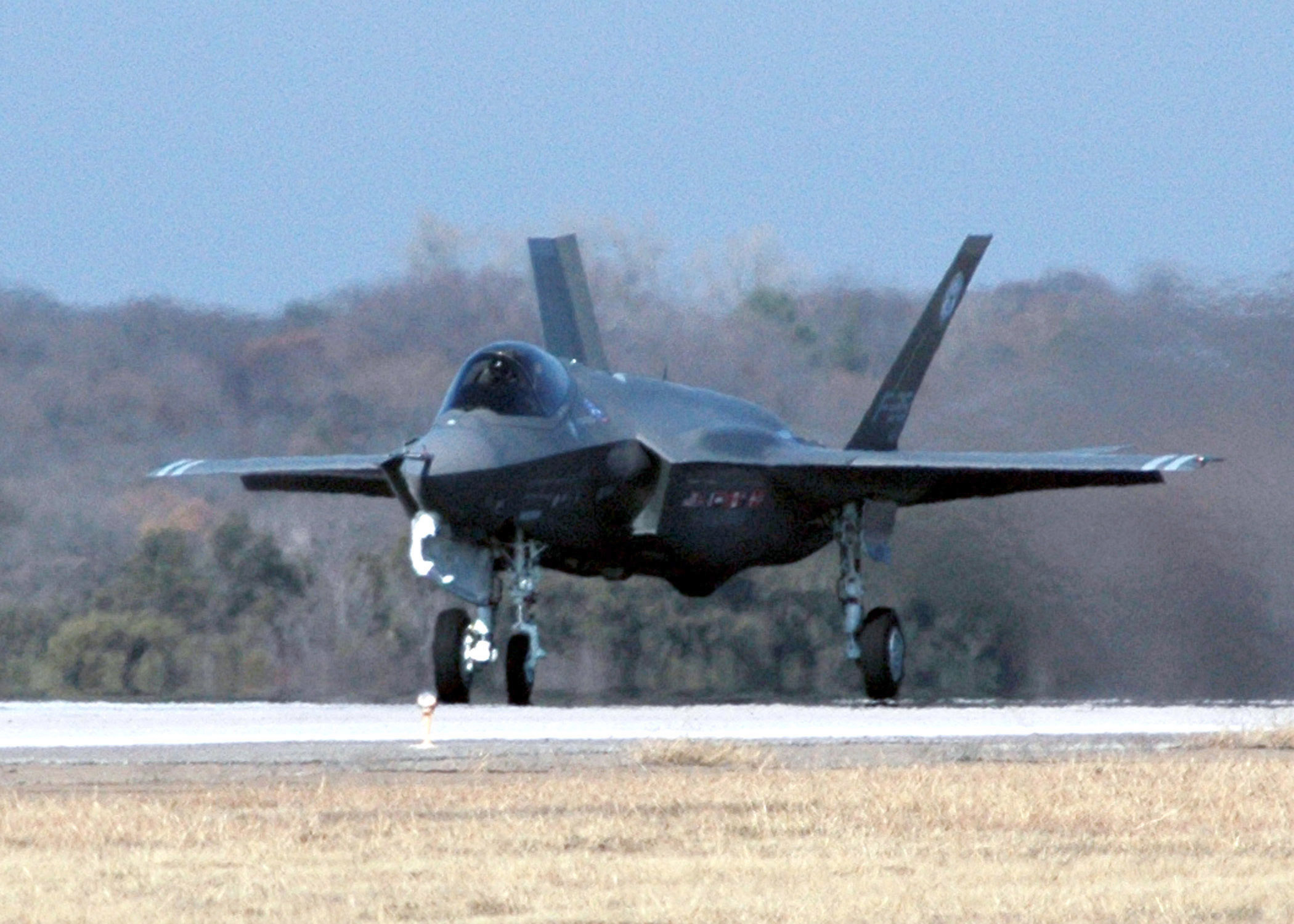
ترکیه تفاهمنامه ای برای دریافت اف-۳۵ لایتنینگ ۲ امضا نموده است.

نیروی هوایی ترکیه (به ترکی استانبولی: Türk Hava Kuvvetleri) بخشی از نیروهای پنج‌گانهٔ مسلح ترکیه است. این نیرو از شعبه‌های اصلی مسلح این کشور بوده و نیروی هوایی ترکیه با بیش از ۹۳۰ هواپیما، پس از نیروهای هوایی ایالات متحدهٔ آمریکا و پادشاهی بریتانیا، سومین نیروی بزرگ ناتو به‌شمار می‌رود. این نیرو توانایی کارکردهای بین‌الملی و مانورهای مختلف را داراست. هم‌اکنون فرماندهی نیروی هوایی ارتش ترکیه برعهدهٔ «حسن کوچوک آکیوز» است.
نیروی هوایی ترکیه مابین تاریخ ژوئن ۱۹۰۹ تا ژوئن ۱۹۱۱ تأسیس شده است. پس از تأسیس این نیرو، گردان‌های پرواز آن در جنگ‌های بالکان و جنگ جهانی اول شرکت کردند؛ به‌طوری که در دسامبر سال ۱۹۱۶، نیروی هوایی ترکیه تعداد ۹۰ هواپیمای فعال را به خود اختصاص داده بود. پس از پایان‌یافتن جنگ جهانی و در سال ۱۹۱۹، بخش از این نیرو منحل شده و بعد از آن نیز توسط وزارت جنگ ترکیه بسته شد. ولی برخی از افسران و درجه‌داران ترک برای ابقای این نیروی هوایی تلاش زیادی کردند و هواپیماهای باقی‌مانده از جنگ جهانی اول را در واحدهای جدیدی سازماندهی کردند. این واحدها در شهرهای ازمیر، استانبول، الازیغ، دیاربکر و قونیه راه‌اندازی شدند.
در سال ۱۹۴۴، صنایع هوافضای ترکیه تأسیس شد و این کشور شروع به تولید هواپیمای جنگنده به‌طور موضعی زیرنظر مجوز «tal» کرد که شامل جمعی از هواپیماهای اف-۱۶ فایتینگ فالکن بود. ترکیه در همین زمینه دست به خرید ۲۷۰ فروند اف-۱۶ نوع «C» ,و «D» از ایالات متحدهٔ آمریکا زد، که از این تعداد ۲۴۵ فروند اف-۱۶ هم‌اکنون در خدمت نیروی هوایی ترکیه است. جنگنده‌های اف-۱۶ در حال حاضر ستون فقرات نیروی هوایی ترکیه را تشکیل می‌دهند. و البته ۵۴ فروند جنگنده بمب افکن اف-۴ئی-۲۰۲۰-ترمیناتور نیز در خدمت نیروی هوایی ترکیه می‌باشد که قرار است با جنگنده‌های نسل پنجم اف-۳۵ لایتنینگ۲ جایگزین شوند. در شورش داخلی سوریه که دولت ترکیه طرف شورشیان سوریه را گرفته بود، تعداد قابل توجهی پهباد که وظیفه پشتیبانی از تک‌ها و حمله‌های نیروهای تحت حمایت خود را داشتند، پدافندهای ارتش سوریه را نابود کرد.

## نگارخانه

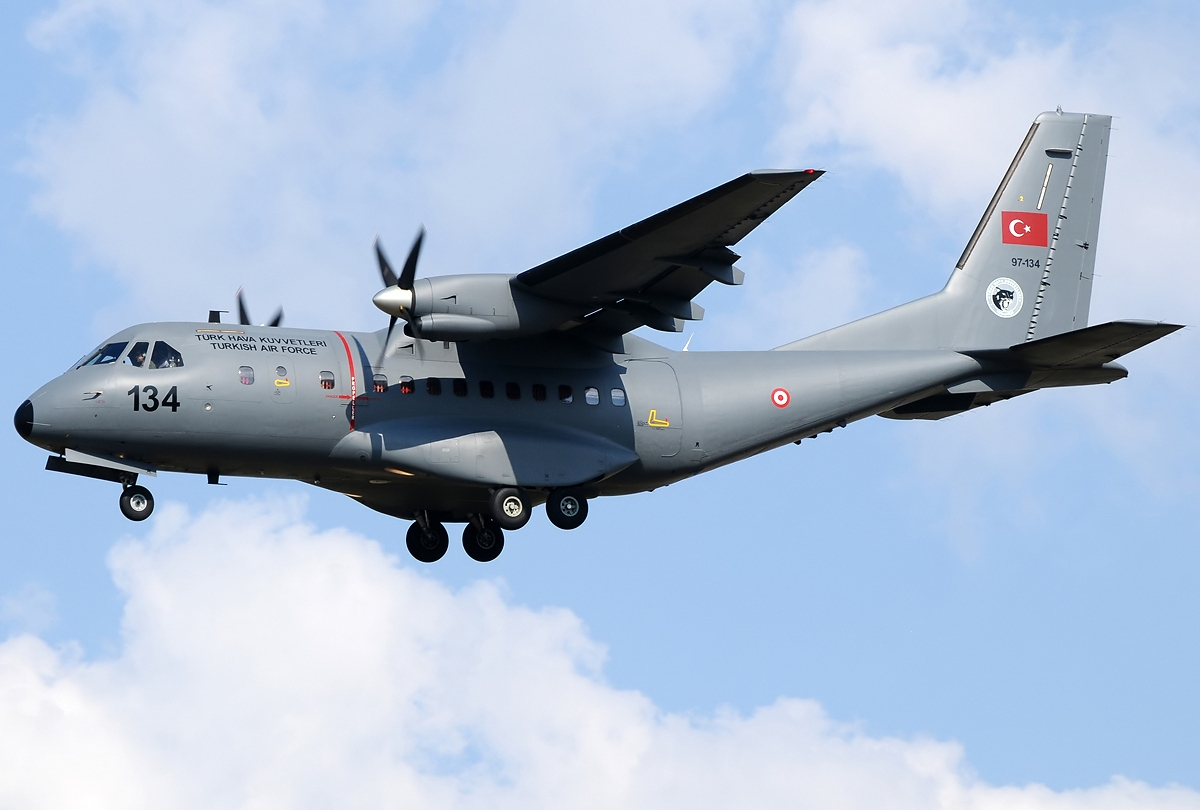
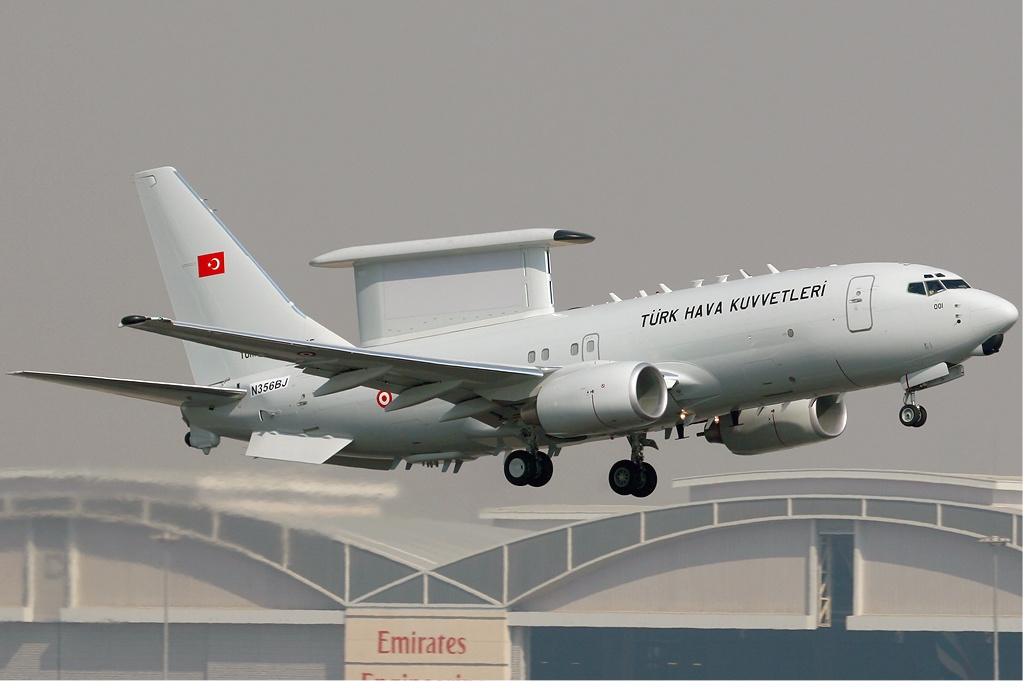
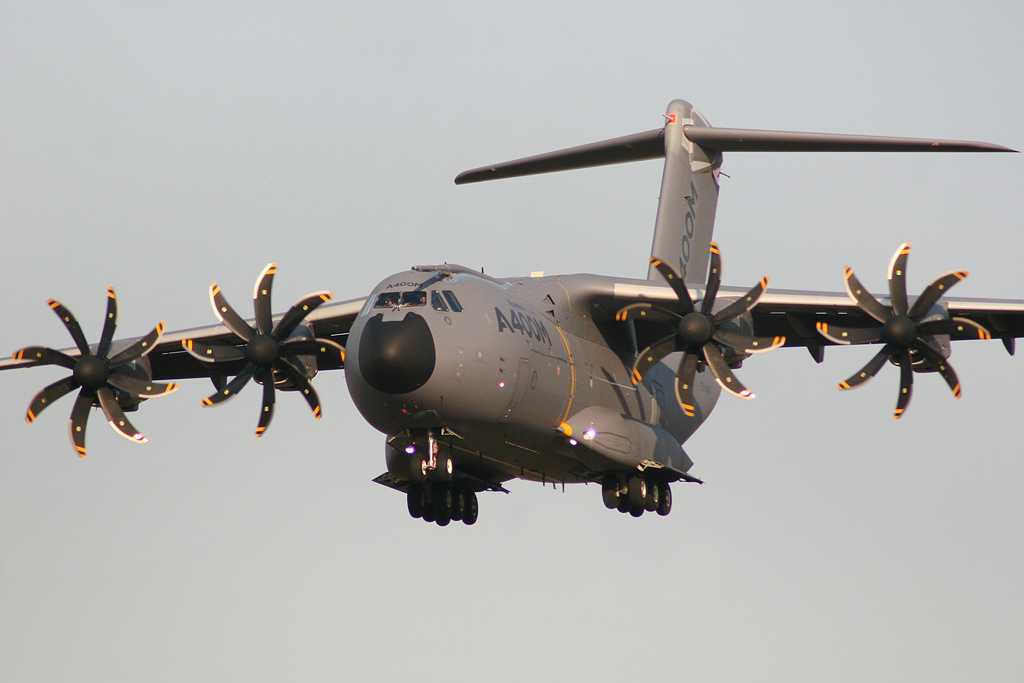
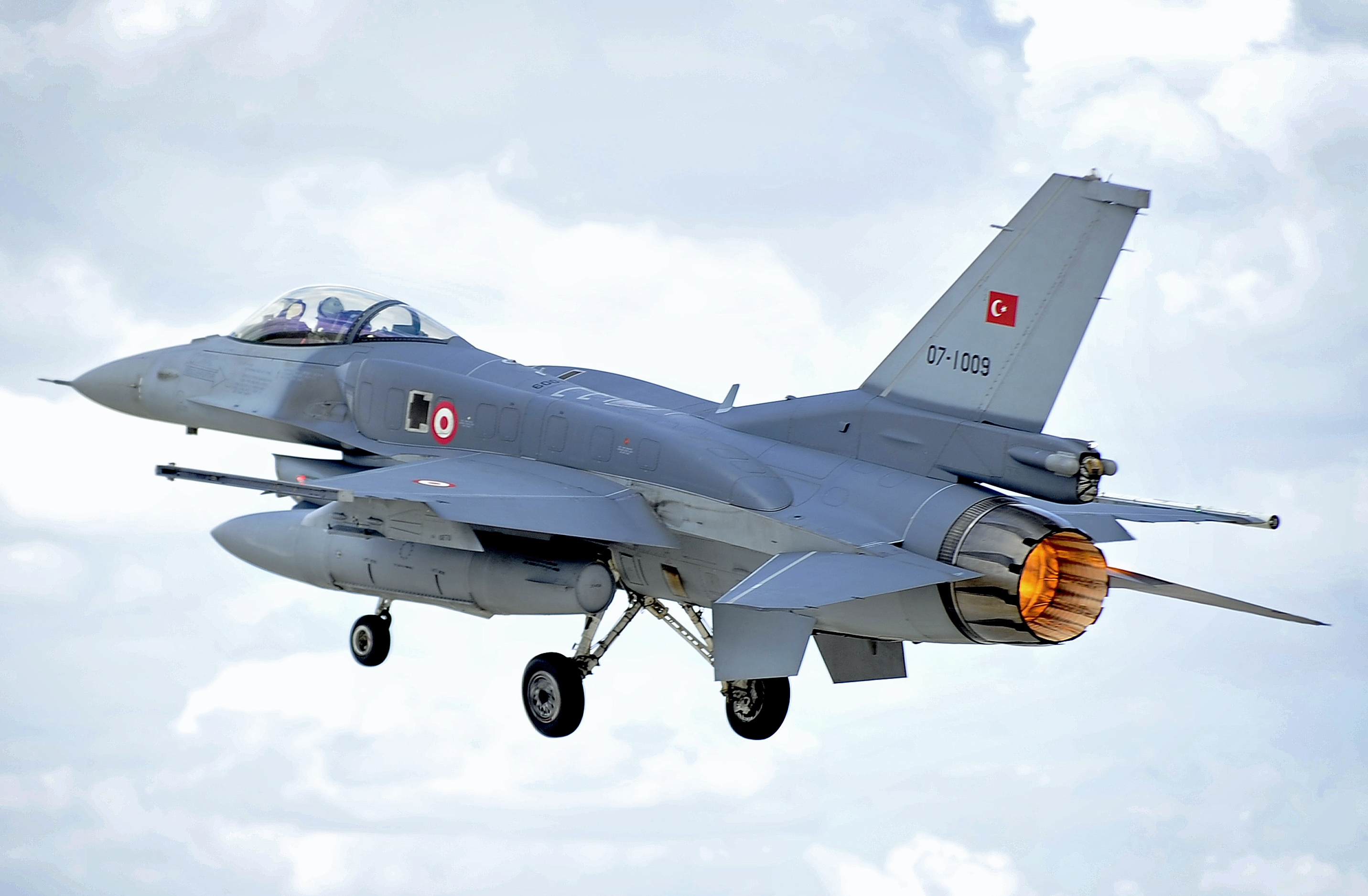
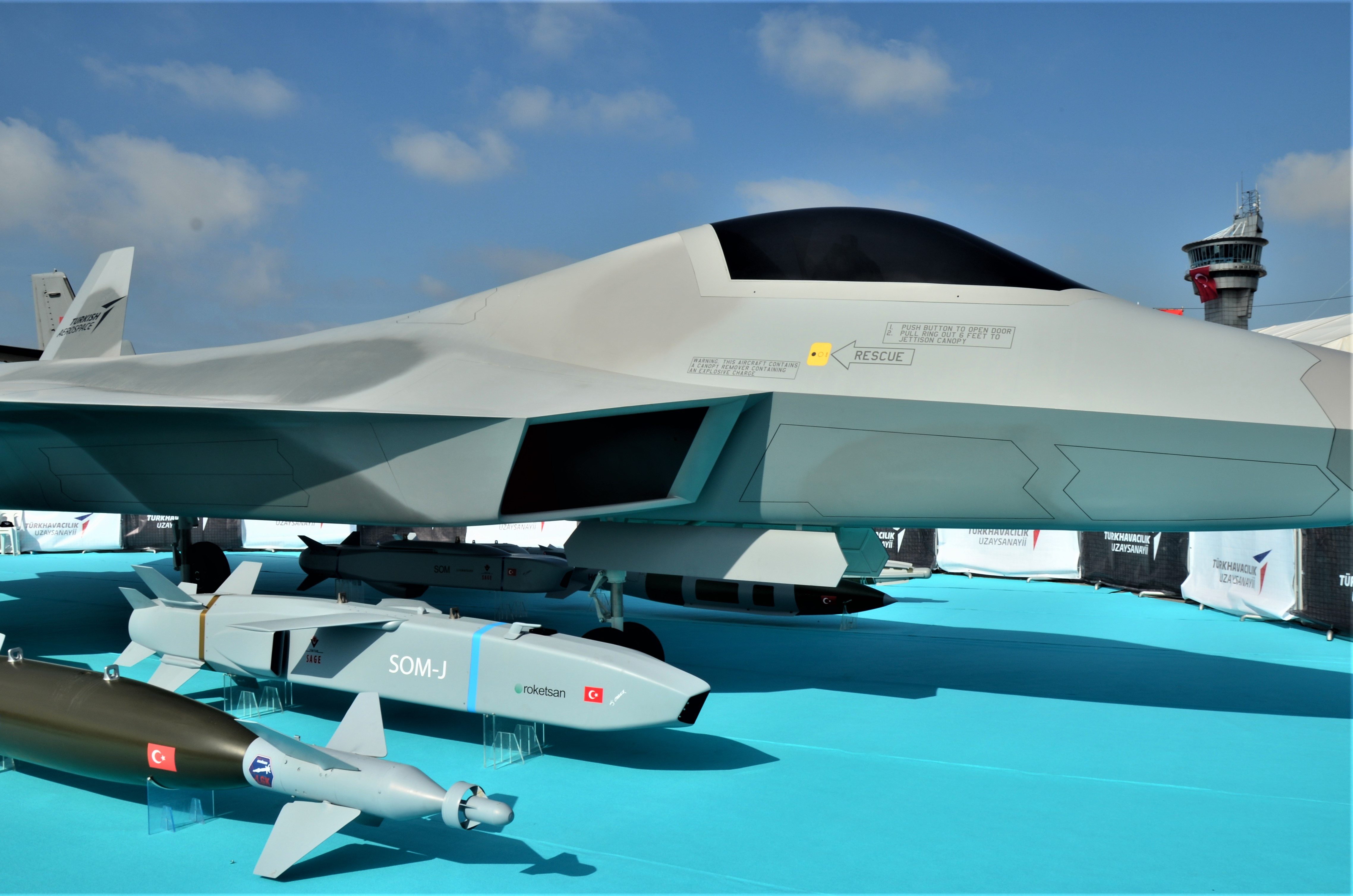

- پرونده:General Dynamics F-16 Fighting Falcon Turkish (remix).jpg